# Happisburgh
Happisburgh je obec ve východní Anglii, v hrabství Norfolk. Leží na pobřeží. V obci žije méně než 1000 obyvatel, nicméně proslavila se v roce 2010, kdy zde při archeologickém průzkumu byly objeveny pazourkové nástroje starší než 800 000 let, které se tak staly nejstarší stopou po lidské činnosti na britských ostrovech. Připsány byly druhu homo antecessor. V roce 2013 došlo nedaleko k dalšímu mimořádnému objevu: nejstarších známých lidských otisků nohou mimo africký kontinent. Problémem obce je eroze, v jejímž důsledku přišla v průběhu 20. století o 0,2 km² pláží a útesů. Již roku 1086 Normané vystavěli v obci kostel. Ten byl zbořen, ale v 15. století byl obnoven, nese název St Mary's church. Památkou je také maják postavený roku 1790, jde o nejstarší stále funkční maják ve východní Anglii.